# Chien d'ours de Carélie
Ne doit pas être confondu avec les chiens-ours.
Le chien d'ours de Carélie (en finnois karjalankarhukoira) est une race de chien d'origine finlandaise. C'est un chien dont la fonction première est la chasse au gros gibier comme l'élan (orignal) et l'ours. C'est un chien indépendant, mais qui coopère activement en chasse. Ce grand bicolore est aussi un bon chien de foyer si on lui permet de faire assez d'exercice.

## Historique
Le chien d'ours de Carélie est considéré comme le descendant du komi ou chien des Zyrians. Le berceau de la race se situe en Carélie, une région situé à la frontière entre la Finlande et la Russie. Les chiens sont historiquement employés pour la chasse. L’élevage commence en 1936 dans le but de créer un chien robuste qui crie bien sur la voie du grand gibier. Le premier standard est rédigé en 1945. Les premiers chiens sont enregistrés au livre des origines dès 1946. Aujourd’hui, cette race est répandue en Finlande.

## Standard

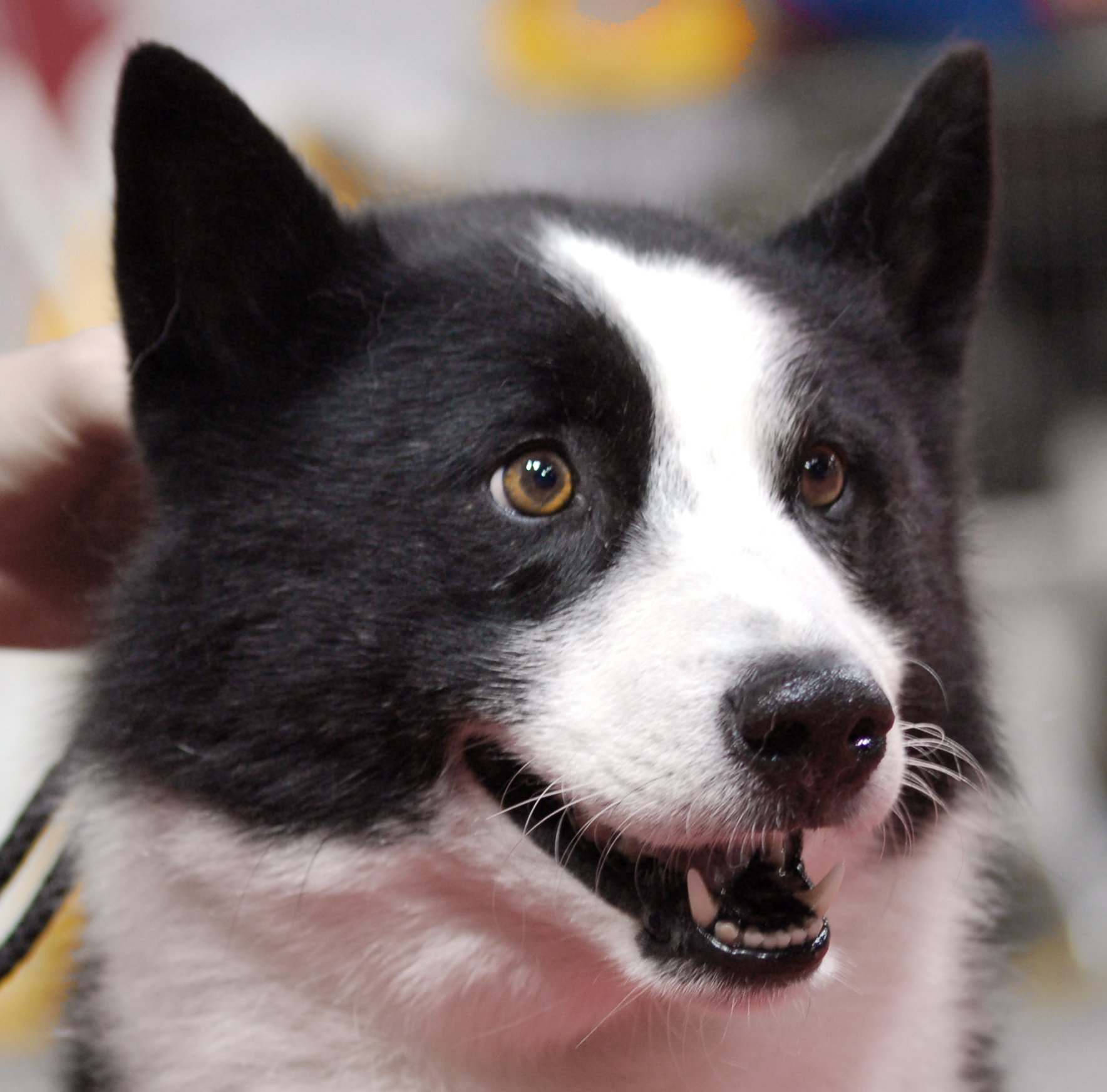
Portrait d'un chien d'ours de Carélie.

Le chien d'ours de Carélie est un spitz de taille moyenne, de forte constitution et robuste. Le corps est légèrement plus long que haut. De longueur moyenne, la queue attachée haut est portée recourbée en arc au-dessus du dos, l’extrémité touchant le corps soit de côté soit sur le dos. La tête prend la forme d'un triangle vu de face. Relativement petits et de forme ovale, les yeux sont bruns dans différentes nuances, jamais jaunes. Les oreilles sont dressées et attachées relativement haut, de grandeur moyenne, avec les extrémités légèrement arrondies.
Le poil de couverture est lisse et raide avec un sous-poil doux et dense. Au cou, sur le dos et sur les faces postérieures des cuisses il est plus long qu’aux autres endroits. La robe est noire avec des nuances plus ternes ou plus brunâtres. La presque totalité des sujets présente des marques blanches sur la tête, au cou, au poitrail, au ventre et sur les membres.

## Caractère
Le chien d'ours de Carélie a un fort instinct de prédation, de par ses origines de chien de chasse. Il peut être aboyeur, que ce soit en chasse ou dans la cour. C'est un chien équilibré, persévérant, courageux, parfois très déterminé, et très indépendant. Très confiant, il peut être distant avec les chiens (ou carrément réactif s'il n'a pas eu de bonne socialisation et/ou trop de mauvaises rencontres) mais jamais avec les humains. 

## Utilité
C'est un chien principalement employé à la chasse à l’élan et à l’ours. Il s'agit d'un chasseur passionné qui accule la proie aux abois. Il est très indépendant, mais il coopère activement à la chasse en donnant de la voix. L’odorat est fin, ce qui permet de l’employer à la chasse au gros gibier. Le sens de l’orientation est très bon.
Le Washington Department of Fish & Wildlife utilise cette race pour réguler les populations d'ours noirs dans l'état de Washington et notamment pour gérer les comportements agressifs de ces grands prédateurs.